# 프라우나
프라우나는 한국도자기의 자회사로, 주로 고급 도자기를 판매한다. 주로 중동 아시아 왕실에 애용한다.